# Watatsumi
Watatsumi bzw. Ōwatatsumi (japanisch ワタツミ (Kojiki: (Ō-)Wata-tsu-mi no (ō-)kami (〔大〕綿津見〔大〕神, 海神); Nihonshoki: Wata-tsu-mi no mikoto (少童命, 海神))) ist der dreieinige Kami der Meere und ein Sohn von Izanagi und Izanami. Wata bedeutet ‚Meer‘, tsu ist eine Kasuspartikel und mi leitet sich entweder von mochi ab, und meint dann so viel wie „Beherrscher der See“ (Karl Florenz übersetzt mit „(Großer) Meeresbeherrscher“), oder von mi „göttlicher Geist“ also „Göttlicher Geist der See“ und ist auch Namensbestandteil vieler anderer See-Kami. Der optionale Präfix bedeutet „groß“.
Kojiki und Nihonshoki besagen, dass er in seiner dreifaltigen Form geboren worden sein soll, als sich Izanagi nach seiner Rückkehr aus der Unterwelt (yomi) rituell wusch (siehe misogi) und dabei die Kami Soko-wata-tsu-mi (底津綿津見神 / 底津少童命, ≈ „des [Meer-]Bodens“), Naka-wata-tsu-mi (中津綿津見神 / 中津少童命, ≈ „der [Meeres-]Mitte“) und Uwa-wata-tsu-mi (上津綿津見神 / 表津少童命, ≈ „der Oberfläche“), sowie die drei Sumiyoshi Sanjin von ihm abfielen. In seiner einfaltigen Form wurde er dem Kojiki zufolge als einer der 33 Kami von Izanami und Izanagi gezeugt, die beide nach der Schöpfung der Inseln und Landmassen zur Welt brachten.
Sein prächtiger Palast am Meeresboden (wata-tsu-mi-no-miya) ist wie die Gräten eines Fisches gebaut. Dort lebte er, bis zu deren Verheiratung, mit seinen Töchtern. Der Palast wird teilweise mit dem Drachenpalast Ryūgū aus japanischen Sagen identifiziert und Watatsumi dann mit dem darin herrschenden Drachengott/-könig Ryūjin.
Als Vater der Toyotama-hime, die er dem Hiko-ho-ho-demi in seinem Palast zur Frau gab, hat er auch den Namen Toyotama-hiko und ist so gleichzeitig der Kami der Juwelen. Er ist auch der Vater von Tamayori-hime, Tante und Ehefrau von Ugaya-fuki-aezu, die ihrerseits Mutter von Jimmu ist.
Verehrt wird er u. a. im Kiyotaki-Schrein in Nikkō, im Taki-no-miya (ein massha des Tosa-Schreins in Kōchi) und im Sai-den des Nibukawakami-Schrein im Landkreis Yoshino, Präfektur Nara.